# Charles Malis
Charles Malis fue un deportista belga que compitió en remo. Ganó una medalla de oro en el Campeonato Europeo de Remo de 1897, en la prueba de ocho con timonel.

## Palmarés internacional
| Campeonato Europeo | Campeonato Europeo | Campeonato Europeo | Campeonato Europeo |
| Año                | Lugar              | Medalla            | Prueba             |
| ------------------ | ------------------ | ------------------ | ------------------ |
| 1897               | Pallanza (Italia)  | Medalla de oro     | Ocho con timonel   |